# Seznam obydlených ostrovů Chorvatska

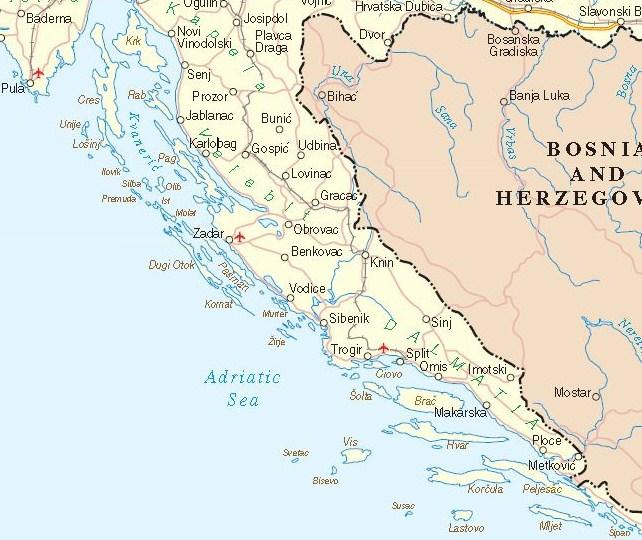
Mapa chorvatských ostrovů v Jaderském moři

Toto je seznam obydlených ostrovů Chorvatska. V chorvatské části Jaderského moře se nachází 718 ostrovů, 389 ostrůvků a 78 rifů, čímž je chorvatské souostroví největší v Jaderském moři a druhé největší ve Středozemním moři po řeckém souostroví.
Ze 718 ostrovů je pouze 47 obydlených v tom smyslu, že na nich žije alespoň jeden člověk. Některé zdroje uvádějí, že Chorvatsko má 67 obydlených ostrovů, počítáme-li i ty, které jsou osídlené, ale 20 z nich ztratilo veškeré stále obyvatelstvo v důsledku úbytku obyvatelstva, k němuž dochází na všech chorvatských ostrovech v důsledku nedostatečné hospodářské činnosti.
Jadranské ostrovy jsou osídleny minimálně od dob starověkého Řecka. Například Hvar byl osídlen již mezi lety 3500 a 2500 př. n. l.´Dionýsos I. Syrakuský založil ve 4. století př. n. l. na Hvaru a Visu kolonii. Celkový počet obyvatel Hvaru dosáhl svého maxima v roce 1921, kdy zde žilo 173 503 obyvatel, přičemž v následujících desetiletích trvale klesal a do roku 1981 se snížil na počet před rokem 1850. Úbytku obyvatel se podařilo zabránit až v 90. letech 20. století, kdy sčítání lidu v roce 2001 zaznamenalo 122 418 obyvatel oproti 110 953 v roce 1991.
Hlavními průmyslovými odvětvími na ostrovech jsou zemědělství, rybolov a cestovní ruch. Zemědělství na ostrovech se věnuje především vinařství a pěstování oliv. Ekonomika ostrovů je poměrně málo rozvinutá a životní náklady jsou o 10 až 30 % vyšší než na pevnině, proto chorvatská vláda poskytuje různě druhy podpory a ochrany prostřednictvím zákona o ostrovech (chorvatsky Zakon o otocima), aby podpořila ekonomiku ostrovů, včetně nezpoplatňování mostů a poskytování zlevněných nebo bezplatných trajektových jízdenek pro obyvatele ostrovů.

## Ostrovy

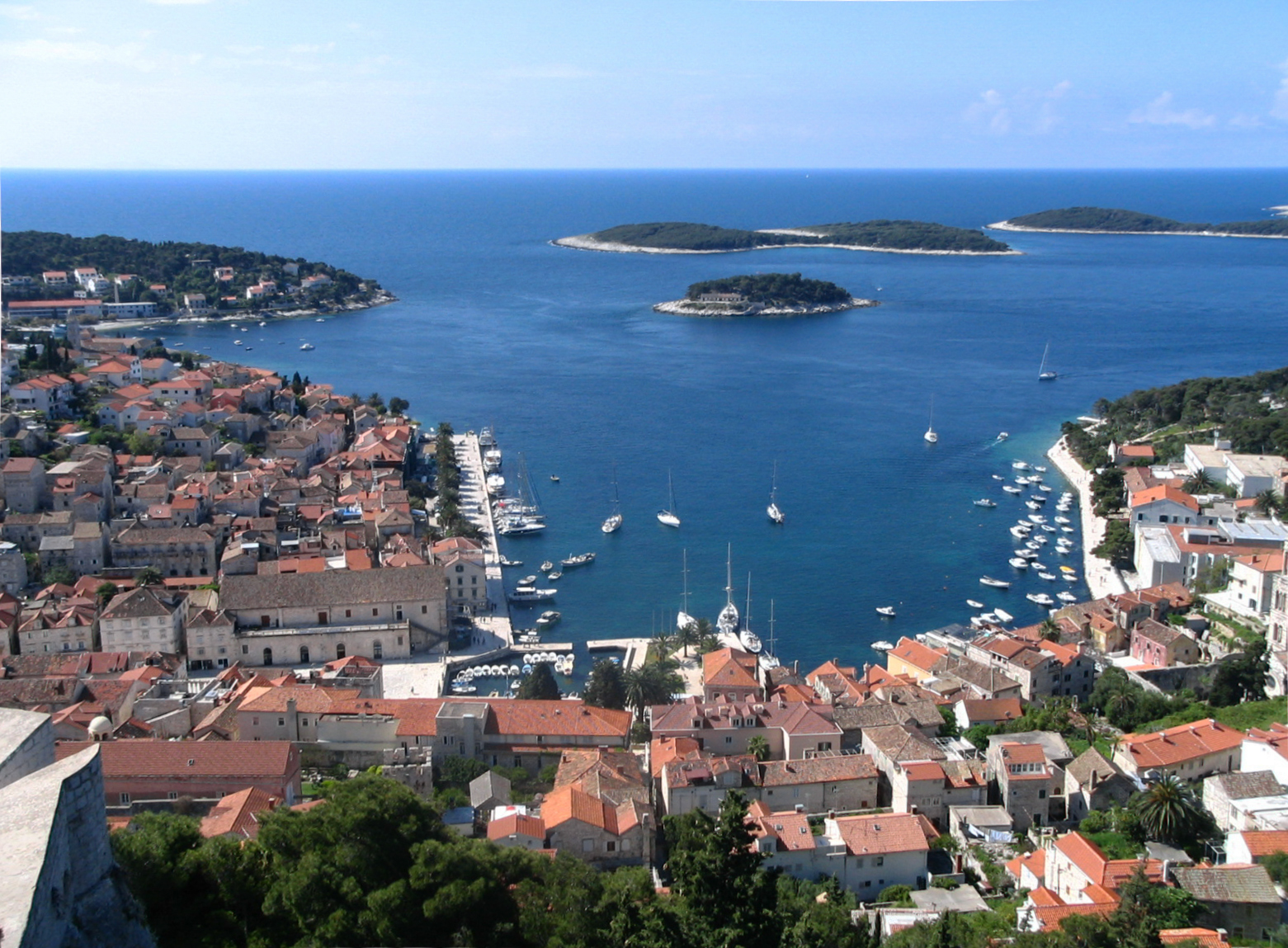
Přístav města Hvar nacházejícího se na stejnojmenném ostrově

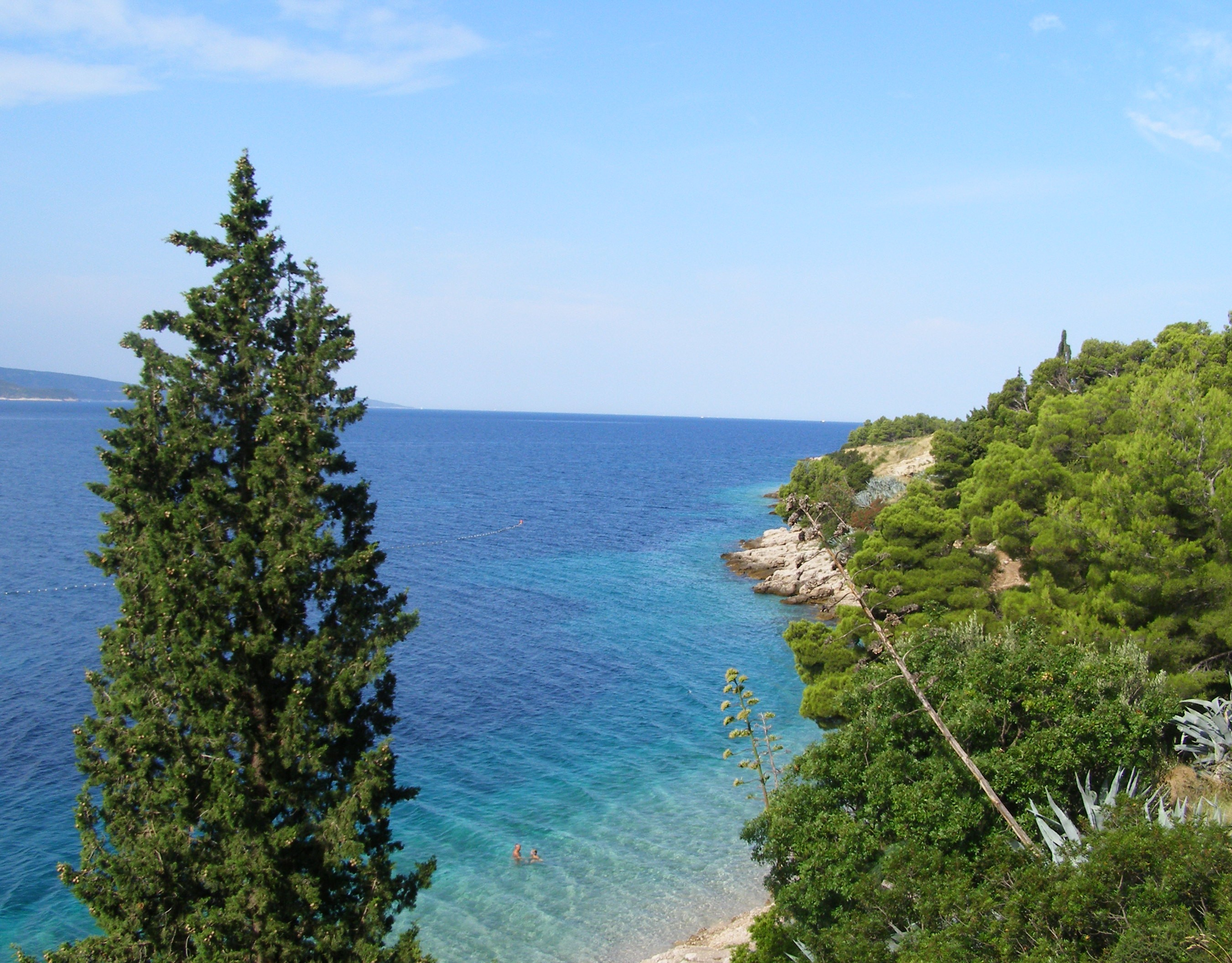
Pobřeží ostrova Brač

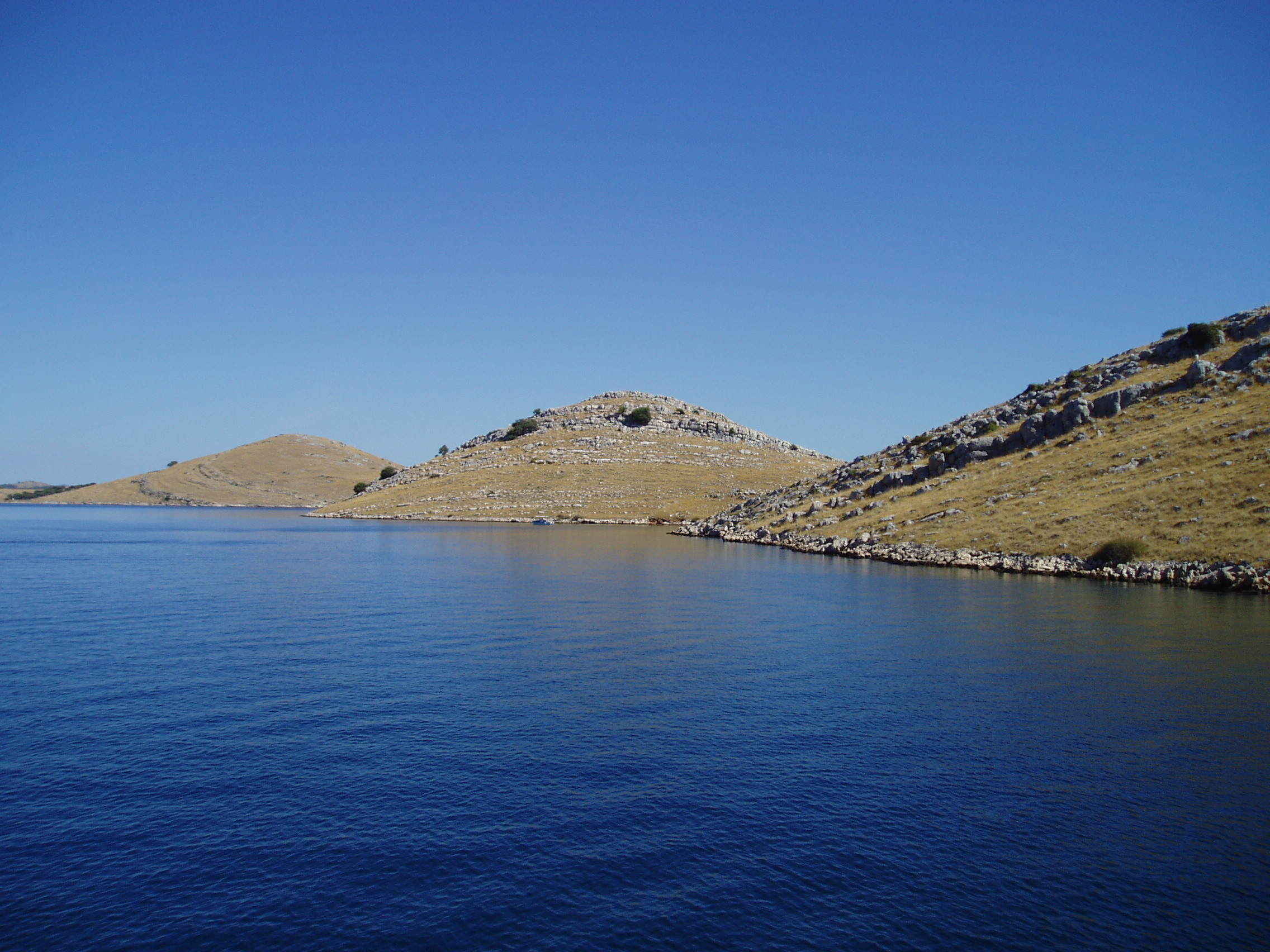
Souostroví Kornati

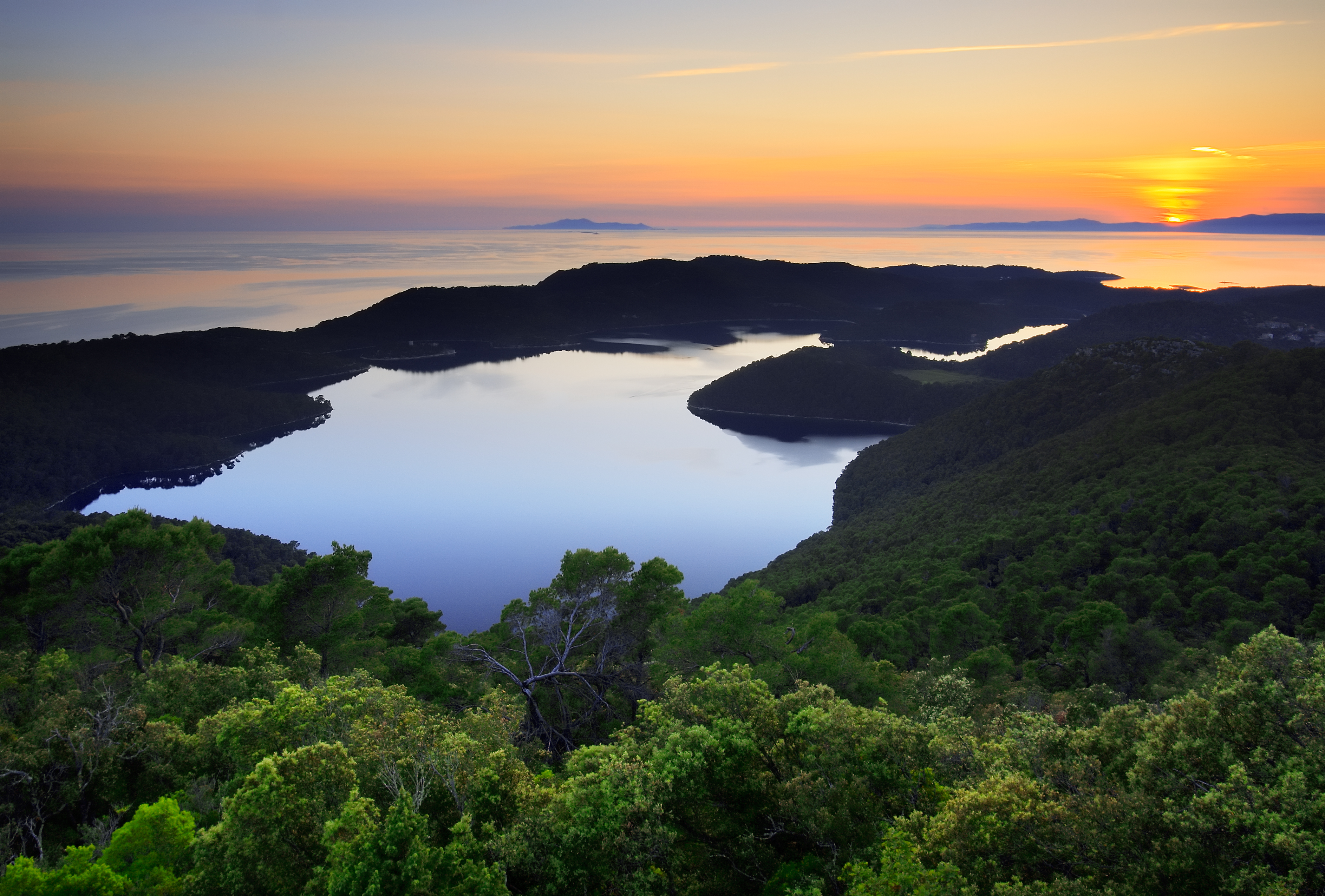
Les a jezero na ostrově Mljet

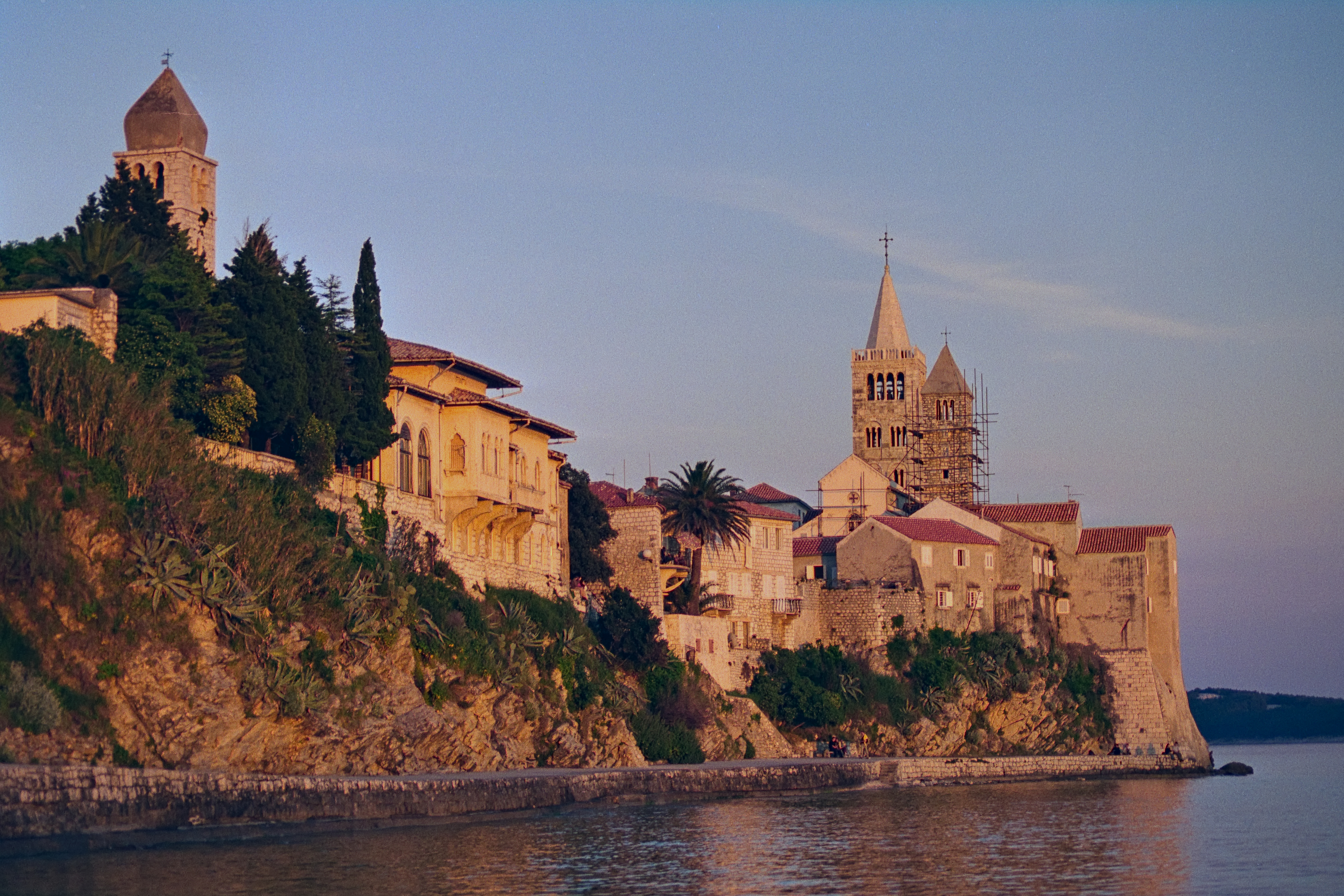
Historické centrum města Rab nacházejícího se na stejnojmenném ostrově

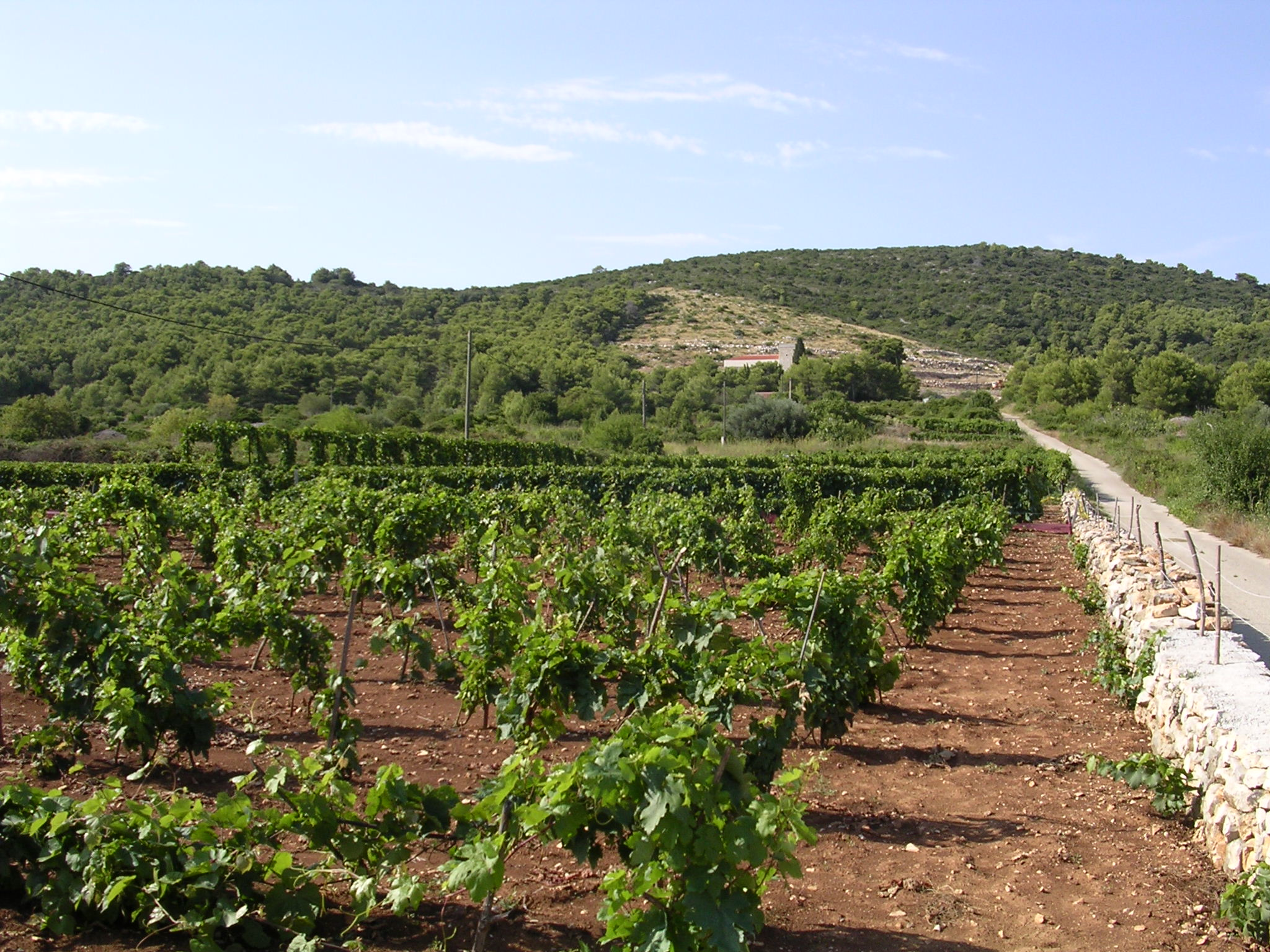
Vinice na ostrově Vis

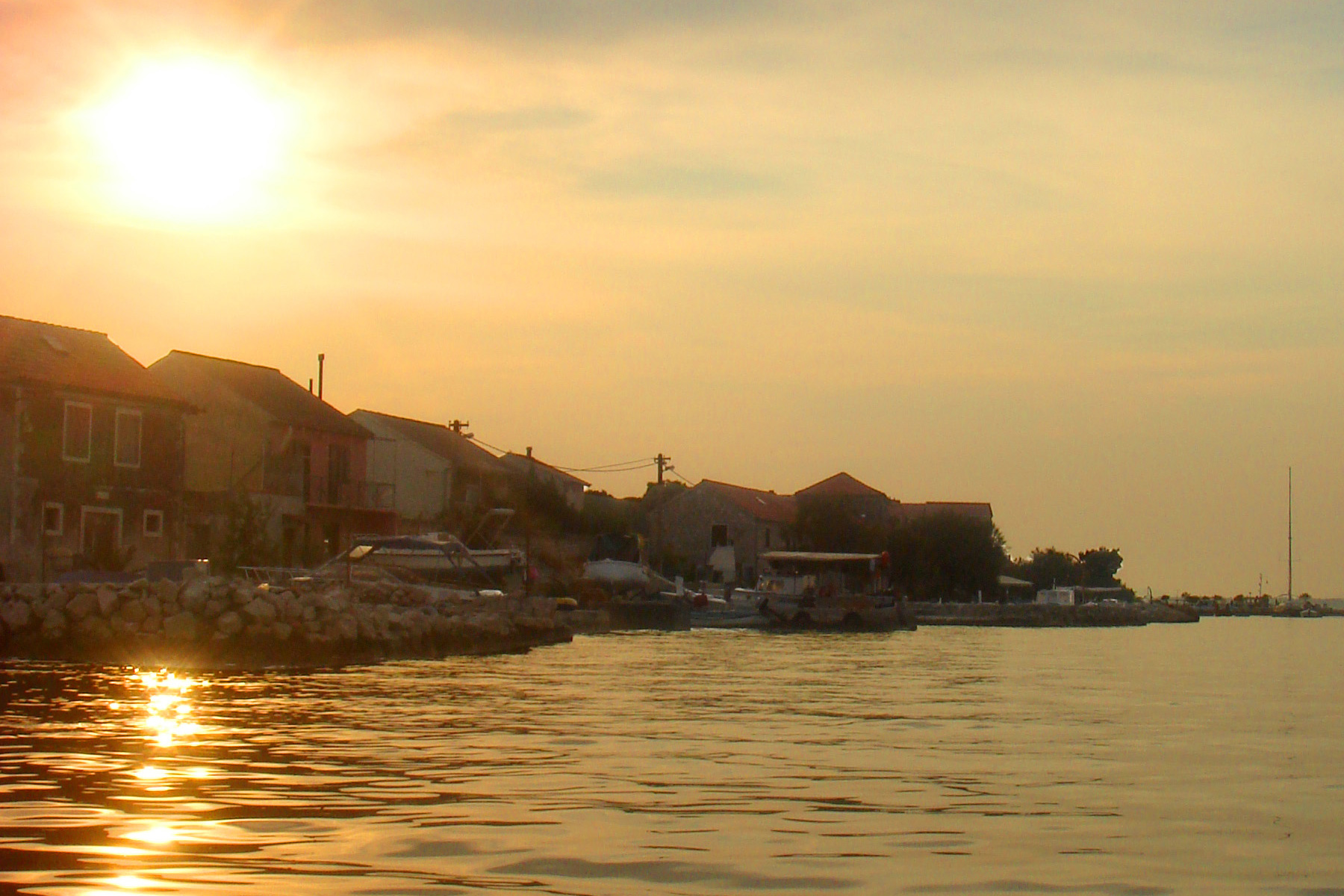
Slunce na ostrově Krapanj

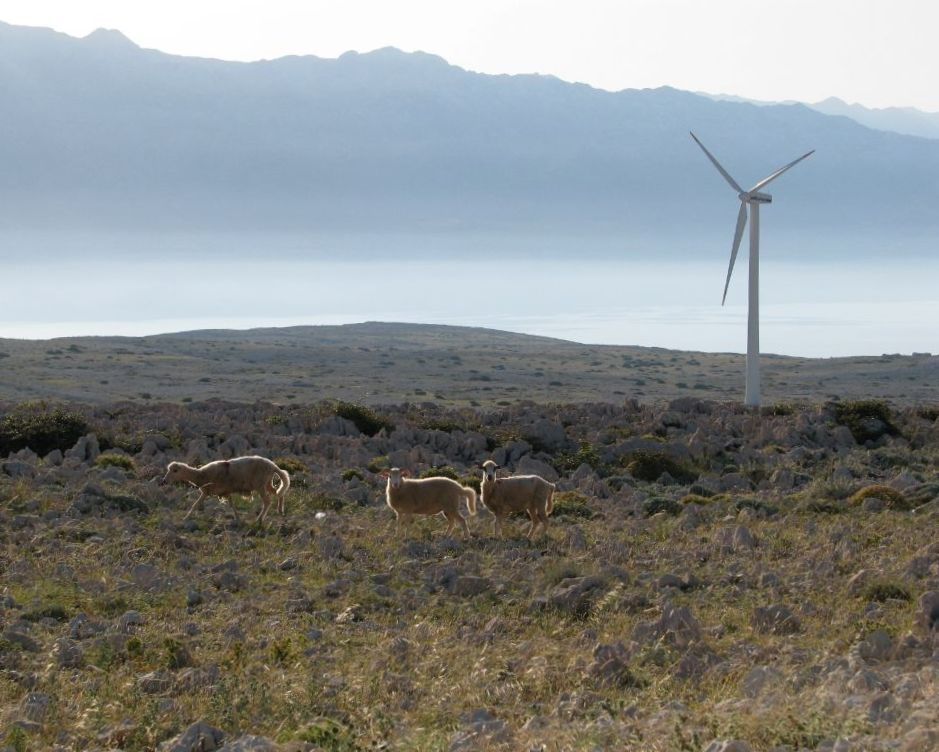
Větrná farma na ostrově Pag

|  | 0 až 10 obyv./km2    |
|  | 10 až 50 obyv./km2   |
|  | 50 až 100 obyv./km2  |
|  | 100 až 150 obyv./km2 |
|  | >150 obyv./km2       |

| #   | Ostrov       | Župa                               | Populace (k 31. březnu 2011) | Rozloha    | Nejvyšší bod | Hustota zalidnění |
| --- | ------------ | ---------------------------------- | ---------------------------- | ---------- | ------------ | ----------------- |
| 1.  | Krk          | Přímořsko-gorskokotarská župa      | 19 383                       | 405,78 km² | 568 m        | 47,8 obyv./km²    |
| 2.  | Korčula      | Dubrovnicko-neretvanská župa       | 15 522                       | 276,03 km² | 569 m        | 56,2 obyv./km²    |
| 3.  | Brač         | Splitsko-dalmatská župa            | 13 956                       | 394,57 km² | 780 m        | 35,4 obyv./km²    |
| 4.  | Hvar         | Splitsko-dalmatská župa            | 11 077                       | 299,66 km² | 628 m        | 37 obyv./km²      |
| 5.  | Rab          | Přímořsko-gorskokotarská župa      | 9 328                        | 90,84 km²  | 410 m        | 102,7 obyv./km²   |
| 6.  | Pag          | Licko-senjská župa a Zadarská župa | 9 059                        | 284,56 km² | 349 m        | 31,9 obyv./km²    |
| 7.  | Lošinj       | Přímořsko-gorskokotarská župa      | 7 587                        | 74,68 km²  | 589 m        | 101,6 obyv./km²   |
| 8.  | Ugljan       | Zadarská župa                      | 6 049                        | 50,21 km²  | 286 m        | 120,5 obyv./km²   |
| 9.  | Čiovo        | Splitsko-dalmatská župa            | 5 908                        | 28,80 km²  | 217 m        | 205,1 obyv./km²   |
| 10. | Murter       | Šibenicko-kninská župa             | 4 895                        | 18,60 km²  | 125 m        | 263,2 obyv./km²   |
| 11. | Vis          | Splitsko-dalmatská župa            | 3 445                        | 90,26 km²  | 587 m        | 38,2 obyv./km²    |
| 12. | Cres         | Přímořsko-gorskokotarská župa      | 3 079                        | 405,78 km² | 639 m        | 7,6 obyv./km²     |
| 13. | Vir          | Zadarská župa                      | 3 000                        | 22,38 km²  | 112 m        | 134 obyv./km²     |
| 14. | Pašman       | Zadarská župa                      | 2 845                        | 63,34 km²  | 272 m        | 44,9 obyv./km²    |
| 15. | Šolta        | Splitsko-dalmatská župa            | 1 700                        | 58,98 km²  | 236 m        | 28,8 obyv./km²    |
| 16. | Dugi otok    | Zadarská župa                      | 1 655                        | 114,44 km² | 337 m        | 14,5 obyv./km²    |
| 17. | Mljet        | Dubrovnicko-neretvanská župa       | 1 088                        | 100,41 km² | 513 m        | 10,8 obyv./km²    |
| 18. | Lastovo      | Dubrovnicko-neretvanská župa       | 792                          | 46,87 km²  | 415 m        | 16,9 obyv./km²    |
| 19. | Iž           | Zadarská župa                      | 615                          | 17,59 km²  | 168 m        | 35 obyv./km²      |
| 20. | Šipan        | Dubrovnicko-neretvanská župa       | 419                          | 15,81 km²  | 224 m        | 26,5 obyv./km²    |
| 21. | Prvić        | Šibenicko-kninská župa             | 403                          | 2,37 km²   | 75 m         | 170 obyv./km²     |
| 22. | Silba        | Zadarská župa                      | 292                          | 14,98 km²  | 83 m         | 19,5 obyv./km²    |
| 23. | Zlarin       | Šibenicko-kninská župa             | 284                          | 8,19 km²   | 169 m        | 34,7 obyv./km²    |
| 24. | Vrgada       | Zadarská župa                      | 249                          | 3,7 km²    | 115 m        | 67,3 obyv./km²    |
| 25. | Lopud        | Dubrovnicko-neretvanská župa       | 249                          | 4,63 km²   | 216 m        | 53,8 obyv./km²    |
| 26. | Molat        | Zadarská župa                      | 197                          | 22,82 km²  | 148 m        | 8,6 obyv./km²     |
| 27. | Kaprije      | Šibenicko-kninská župa             | 189                          | 6,97 km²   | 132 m        | 27,1 obyv./km²    |
| 28. | Ist          | Zadarská župa                      | 182                          | 9,7 km²    | 174 m        | 18,8 obyv./km²    |
| 29. | Krapanj      | Šibenicko-kninská župa             | 170                          | 0,36 km²   | 1,5 m        | 472,2 obyv./km²   |
| 30. | Koločep      | Dubrovnicko-neretvanská župa       | 163                          | 2,4 km²    | 125 m        | 67,9 obyv./km²    |
| 31. | Susak        | Přímořsko-gorskokotarská župa      | 151                          | 3,8 km²    | 98 m         | 39,7 obyv./km²    |
| 32. | Drvenik Veli | Splitsko-dalmatská župa            | 150                          | 12,07 km²  | 178 m        | 10,8 obyv./km²    |
| 33. | Olib         | Zadarská župa                      | 140                          | 26,09 km²  | 74 m         | 5,4 obyv./km²     |
| 34. | Rava         | Zadarská župa                      | 117                          | 3,6 km²    | 98 m         | 32,5 obyv./km²    |
| 35. | Žirje        | Šibenicko-kninská župa             | 103                          | 15,06 km²  | 134 m        | 6,8 obyv./km²     |
| 36. | Unije        | Přímořsko-gorskokotarská župa      | 88                           | 16,92 km²  | 132 m        | 5,2 obyv./km²     |
| 37. | Drvenik Mali | Splitsko-dalmatská župa            | 87                           | 3,3 km²    | 79 m         | 26,4 obyv./km²    |
| 38. | Ilovik       | Přímořsko-gorskokotarská župa      | 85                           | 5,2 km²    | 92 m         | 16,3 obyv./km²    |
| 39. | Premuda      | Zadarská župa                      | 64                           | 9,25 km²   | 88 m         | 6,9 obyv./km²     |
| 40. | Sestrunj     | Zadarská župa                      | 48                           | 15,03 km²  | 185 m        | 3,2 obyv./km²     |
| 41. | Zverinac     | Zadarská župa                      | 43                           | 4,2 km²    | 111 m        | 10,2 obyv./km²    |
| 42. | Rivanj       | Zadarská župa                      | 31                           | 4,4 km²    | 112 m        | 7 obyv./km²       |
| 43. | Ošljak       | Zadarská župa                      | 29                           | 0,3 km²    | 90 m         | 96,7 obyv./km²    |
| 44. | Kornat       | Šibenicko-kninská župa             | 19                           | 32,30 km²  | 237 m        | 0,6 obyv./km²     |
| 45. | Biševo       | Splitsko-dalmatská župa            | 15                           | 5,8 km²    | 239 m        | 2,6 obyv./km²     |
| 46. | Vele Srakane | Přímořsko-gorskokotarská župa      | 3                            | 1,15 km²   | 59 m         | 2,6 obyv./km²     |
| 47. | Male Srakane | Přímořsko-gorskokotarská župa      | 2                            | 0,61 km²   | 40 m         | 3,3 obyv./km²     |